# بيت رميثة (الرجم)

تعديل مصدري - تعديل

بيت رميثة هي إحدى قرى عزلة الجرادي بمديرية الرجم التابعة لمحافظة المحويت، بلغ تعداد سكانها 417 نسمة حسب تعداد اليمن لعام 2004.